# بنزوناتات
بِنزوناتات که با نام تجاری تِسالون(tessalon) به فروش می‌رسد، دارویی است که برای تسکین علائم سرفه استفاده می شود.   مروری سیستماتیک در سال ۲۰۲۳ میلادی نشان داد شواهد کافی برای اثر بخشی و بی خطر بودن این دارو وجود ندارد و نگرانی های ایمنی درباره این دارو را پررنگ کرد.  مصرف این دارو از راه خوردن است.   تاثیرات این دارو عموماً در عرض کمتر از ۲۰ دقیقه ظاهر می‌شود و از ۳ تا ۸ ساعت دوام دارد. 
عوارض جانبی این دارو شامل خواب آلودگی ، سرگیجه ، سردرد ، ناراحتی معده ، بثورات پوستی ، توهم و واکنش های آلرژیک است.  اووردوز و مصرف بیش از حد بنزوناتات می تواند منجر به عوارض جانبی جدی از جمله تشنج ، ضربان قلب نامنظم ، ایست قلبی و مرگ شود.   تنها تعداد اندکی کپسول بنزوناتات برای اووردوز و مرگ کافی است. جویدن یا مکیدن کپسول، رهاسازی دارو در دهان نیز می تواند منجر به اسپاسم حنجره ، برونکواسپاسم و کلاپس گردش خون شود.  مشخص نیست که آیا استفاده در بارداری یا شیردهی بی خطر است یا خیر.  بنزوناتات یک بی حس کننده موضعی و مسدود کننده کانال سدیم وابسته به ولتاژ است.  درباره مکانیسم عملکرد این دارو این تئوری وجود دارد که با مهار گیرنده های کششی در ریه ها عمل می کند و به نوبه خود رفلکس سرفه در مغز را سرکوب می کند.   بنزوناتات از نظر ساختاری با سایر داروهای بی حس کننده موضعی مانند پروکائین و تتراکائین مرتبط است. 
بنزوناتات در سال 1956 کشف و در سال 1958 برای استفاده پزشکی در ایالات متحده تایید شد.   بنزوناتات به عنوان یک داروی عمومی در دسترس است.  دسترسی جهانی به این دارو محدود است و بنزوناتات فقط در ایالات متحده و مکزیک به بازار عرضه می شود.    در سال ۲۰۲۱ میلادی، بنزوناتات با بیش از ۳ میلیون تجویز، صد و پنجاه و هشتمین داروی پر تجویز در ایالات متحده آمریکا بود. 